# Monte Gibbs

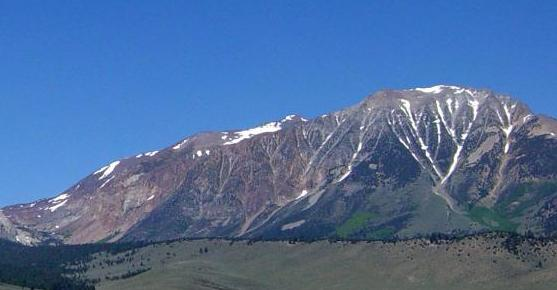
O Monte Gibbs em Junho de 2004.

O Monte Gibbs (em inglês:  Mount Gibbs) é uma montanha localizada na Sierra Nevada, na Califórnia, Estados Unidos, 3,2 km a sul do Monte Dana.  Esta montanha deve o seu nome a Oliver Wolcott Gibbs, um professor da Universidade de Harvard e amigo de Josiah Whitney. O pico do monte fica na fronteira entre o Parque Nacional de Yosemite e a Floresta Nacional de Inyo.